# Lake City (Georgia)
Lake City – miasto w Stanach Zjednoczonych, w stanie Georgia, w hrabstwie Clayton.